# Polypedates macrotis
Polypedates macrotis är en groddjursart som först beskrevs av George Albert Boulenger 1891.  Polypedates macrotis ingår i släktet Polypedates och familjen trädgrodor. IUCN kategoriserar arten globalt som livskraftig. Inga underarter finns listade i Catalogue of Life.